# Jennifer Westfeldt
Jennifer Westfeldt est une actrice, scénariste et productrice américaine née le 2 février 1970 à Guilford, dans le Connecticut, principalement connue pour avoir incarné au cinéma le rôle-titre dans le film indépendant La Tentation de Jessica, dont elle est également la scénariste et Julie dans le film Friends with Kids, dont elle est également scénariste et réalisatrice.
Au théâtre, elle est connue pour avoir incarné Eileen Sherwood dans la comédie musicale Wonderful Town, qui lui vaut d'obtenir une nomination au Tony Award. À la télévision, elle participe à des séries telles que Grey's Anatomy et 24 heures chrono.

## Biographie
Jennifer Westfeldt est née dans le Connecticut. Elle est la fille de Constance « Connie » (née Meyers), thérapeute, et Patrick McLoskey Westfeldt, ingénieur électricien,,. Sa mère est juive et a été élevée dans la religion juive et s'est identifiée comme membre de cette religion. Elle est diplômée de la Guilford High School et a poursuivi ses études à l'université Yale, où elle a chanté dans un groupe a cappella Redhot & Blue. Par son père, elle est une descendante de la famille sans titre de Wästfelt dans la noblesse suédoise.

## Carrière
Après avoir joué off-Broadway dans Lipschtick, une série de sketches qu'elle a coécrit avec Heather Juergensen, elle déménage à Hollywood, où elle a obtenu un rôle régulier dans la sitcom Un toit pour trois, au cours de la première saison. En 2001, elle est apparue dans trois épisodes de la série Amy. Ses participations à la télévision incluent des apparitions dans les séries Numb3rs, Grey's Anatomy et un rôle régulier dans Notes from the Underbelly, ainsi que le téléfilm Avant de dire oui !.
En 2001, elle fait ses débuts au cinéma dans See Jane Run, adaptation sur grand écran du roman de Joy Fielding. Plus tard, dans la même année, elle tient le rôle qui l'a fait percer dans La Tentation de Jessica, où elle incarne le personnage-titre et écrit le scénario avec Juergensen, ce qui leur vaut une nomination à l'Independent Spirit Award du meilleur premier scénario. Le film était une version allongée des sketches qu'elles avaient écrits pour Lipschtick.

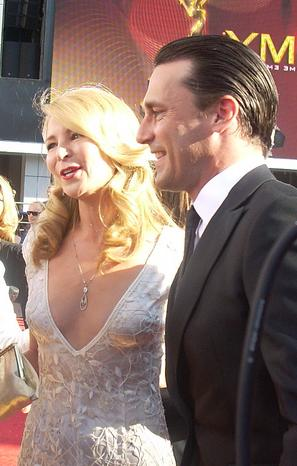
Jennifer Westfeldt et Jon Hamm, lors de la des Primetime Emmy Awards, en septembre 2008.

En 2004, elle tient la vedette avec Paul Schneider dans 50 Ways to Leave Your Lover et fait ses débuts à Broadway dans la reprise de Wonderful Town, où sa performance lui vaut le Theatre World Award et une nomination au Tony Award de la meilleure actrice dans un spectacle musical. Elle retournera sur les planches en incarnant une victime du House Un-American Activities Committee face à Josh Radnor dans la pièce Finks, dont la première a eu lieu au théâtre Powerhouse à Vassar College à Poughkeepsie, en juillet 2008.
Elle écrit, joue et produit Ira and Abby, présenté au Los Angeles Film Festival en juin 2006. En 2010, elle a été une guest star dans la série 24 heures chrono, pour la huitième saison. Elle apparut d'abord dans les quatre premiers épisodes de la saison qui ont été diffusés du 17 au 18 janvier de la même année. Elle est retournée à la saison dans les derniers épisodes de la série.
En 2011, elle réalise son premier film, Friends with Kids, dont elle tient l'un des rôles principaux aux côtés d'Adam Scott, Kristen Wiig, Jon Hamm et Chris O'Dowd et également écrit et produit.

## Vie privée
Depuis 1997, elle est en couple avec l'acteur Jon Hamm.
Le couple annonce sa séparation le 7 septembre 2015, après 18 ans de relation.

## Filmographie

### Comme actrice

#### Cinéma
- 2001 : See Jane Run de Sarah Thorp
- 2001 : La Tentation de Jessica (Kissing Jessica Stein) de Charles Herman-Wurmfeld : Jessica Stein
- 2004 : 50 Ways to Leave Your Lover de Jordan Hawley : Val
- 2005 : Keep Your Distance de Stu Pollard : Melody Carpenter
- 2006 : Ira and Abby (en) de Robert Cary : Abby Willoughby
- 2011 : Friends with Kids de Jennifer Westfeldt : Julie Keller

#### Télévision
- 1998 : Un toit pour trois (Two Guys, a Girl and a Pizza Place) (série télévisée) : Melissa, 5 épisodes
- 1998-1999 : Holding the Baby (série télévisée) : Kelly O'Malley, 13 épisodes
- 1999 : Snoops (en) (série télévisée) : Irene Hollis, 1 épisode
- 2000 : Amy (Judging Amy) (série télévisée) : Leisha Elden, 3 épisodes
- 2001 : The Gene Pool (TV) de Pamela Fryman : Jane Anderson
- 2003 : Untitled New York Pilot (TV) d'Adam Bernstein : Catherine
- 2003 : Le Justicier de l'ombre (Hack) (série télévisée) : Emily Carson, 2 épisodes
- 2005 : Dante (TV) de Michael Spiller
- 2005 : Numb3rs (série télévisée) : Karen, 1 épisode
- 2007 : Wainy Days (série télévisée) : Nora, 1 épisode
- 2007-2010 : Notes from the Underbelly (série télévisée) : Lauren Stone
- 2009 : Private Practice (série télévisée) : Jen Harmon, 1 épisode
- 2009 : Grey's Anatomy (série télévisée) : Jen Harmon
- 2009 : Avant de dire oui ! (Before You Say 'I Do') (TV) de Paul Fox : Jane Gardner
- 2010 : 24 heures chrono (24) (série télévisée) : Meredith Reed, 6 épisodes
- 2012 : Martha Speaks (série télévisée) 1 épisode
- 2012 : Childrens Hospital (série télévisée) : Jessica Meetcher, 1 épisode
- 2017-présent : Younger (série télévisée) : Pauline Turner-Brooks (rôle récurrent)
- 2018 : Queen America : Mandy Green

### Comme réalisatrice
- 2012 : Friends with Kids

### Comme scénariste
- 2001 : La Tentation de Jessica (Kissing Jessica Stein)
- 2006 : Ira & Abby
- 2011 : Friends with Kids
- 2024 : L'Idée d'être avec toi de Michael Showalter

### Comme productrice
- 2001 : La Tentation de Jessica (Kissing Jessica Stein)
- 2006 : Ira & Abby
- 2011 : Friends with Kids

## Distinctions
- Satellite Award de la meilleure actrice dans un film musical ou une comédie pour La Tentation de Jessica (2003)

## Voix francophones
En  France
- Marie-Eugénie Maréchal dans Un toit pour trois (série télévisée) [10]
- Barbara Kelsch dans La Tentation de Jessica[11]
- Anne Dolan dans Grey's Anatomy (série télévisée)[12]
- Marie-Laure Dougnac dans Numb3rs (série télévisée)
- Pamela Ravassard dans Avant de dire oui ! (TV)[13]
- Marjorie Frantz dans 24 heures chrono (série télévisée)[14]
- Juliette Degenne dans Friends with Kids[13]